# Frances Dade
Frances Dade, również Lorelei Lee (ur. 14 lutego 1910, zm. 21 stycznia 1968) – amerykańska aktorka filmowa, popularna w latach dwudziestych i trzydziestych XX wieku.

## Życiorys
Urodziła się i wychowała w Filadelfii. Pod koniec 1920 roku przeniosła się do Hollywood, z myślą o karierze aktorskiej. Tam zwróciła na siebie uwagę producenta Samuela Goldwyna, który podpisał z nią kontrakt. Na ekranie zadebiutowała w 1928 roku w filmie The Constant Nymph. Do 1930 roku wystąpiła jeszcze w czterech filmach.
W 1931 roku, Dade została obsadzona w roli Lucy Weston w filmie Dracula, gdzie zagrała u boku takich sław jak Béla Lugosi i Helen Chandler. Rola ta okazała się najgłośniejszą w jej karierze i przyniosła jej rozgłos.
Pomimo sukcesu filmu, Dade dostawała coraz mniej ofert filmowych. Zagrała w sześciu filmach w 1931 roku, z których trzy były horrory. W 1932 roku została wyróżniona tylko w jednym filmie, Big Town. W tym samym czasie próbowała swoich sił na deskach broadwayowskich teatrów. Ostatecznie wycofała się z aktorstwa i wzięła ślub bogatym ekonomistą Brockiem Van Avery. Po ślubie osiedliła się w rodzinne Filadelfii, gdzie została pielęgniarką. Zmarła w 1968 roku w wieku 57 lat.